# Rene Russo
Rene Marie Russo (født 17. februar 1954 i Burbank, Californien i USA) er en amerikansk skuespiller og tidligere model. Hun er mest kendt for sin rolle som Lorna Cole i Dødbringende våben-filmene

## Biografi

### Tidlige liv
Russo voksede op i Burbank udenfor Los Angeles i USA. Hendes far Nino Russo, var en skulptør og mekaniker, og forlod familien da Russo var to, mens moderen Shirley Balocca opdrog Rene og hendes søster Toni alene. I junior high (folkeskolen) var Russo nødt til at bruge rygstøtte, og hun fik kælenavnet Jolly Green Giant af klassekameraterne på grund af at hun var høj og slank. I high school (hvor hun gik sammen med filminstruktøren Ron Howard) havde hun ikke mange venner, og hun sluttede af i 10. klasse. Hun tog en række forskellige jobs, som gerne havde frynsegoder. Hun arbejdede blandt andet i en biograf for at se gratis film, på en restaurant for at få gratis mad og i Disneyland for at få gratis adgang. 

### Karriere
Som 18-årig var hun til en Rolling Stones-koncert i 1972, og blev opdaget af talentspejderen John Crosby fra International Creative Management. Han fortalte at hun kunne blive model og tog prøvebilleder af hende. Efter nogle måneder fik hun en kontrakt med Ford Modelling Agency. Hun blev en kendt model efter at have optrådt på forsiden af Vouge, og hun arbejdede både som fotomodel og som skuespiller i reklamefilm op gennem 1980'erne. 
Da hun fyldte 30, bestemte hun sig for at lægge modelkarrieren på hylden og begyndte at studere litteratur, kristen teologi og drama på universitetet. I årene som fulgte fik hun roller i lokale teatre i Los Angeles i Californien. I 1987 fik hun sin første store TV-rolle, i den kortlivede TV-serie Sable og i 1989 havde hun sin første store filmrolle i spillefilmen Major League. Hendes store gennembrud kom gennem rollen som den kampsportsudøvende internefterforsker Lorna Cole i Dødbringende våben 3 (og senere hen Dødbringende våben 4). Russo er blevet kendt for at have så meget energi, at hun aldrig bliver udspillet af sine mere berømte mandlige modspillere. I årene som fulgte spillede Russo i flere succesfulde film som In the Line of Fire, Outbreak og Ransom.

### Privat
Russo har siden 1992 været gift med filmforfatteren Dan Gilroy, som hun mødte på settet af filmen Freejack. Sammen har de datteren Rose og bor i Brentwood i Californien.

## Udvalgt filmografi
- Yours, Mine and Ours (2005) – Helen North
- Two for the Money (2005) – Toni Morrow
- Big Trouble (2002) – Anna Herk
- Showtime (2002) – Chase Renzi
- The Adventures of Rocky & Bullwinkle (2000) – Natasha Fatale
- The Thomas Crown Affair (1999) – Catherine Olds Banning
- Dødbringende våben 4 (1998) – Lorna Cole
- Buddy (1997) – Mrs. Gertrude 'Trudy' Lintz
- Ransom (1996) – Kate Mullen
- Tin Cup (1996) – Dr. Molly Griswold
- Get Shorty (1995) – Karen Flores
- Outbreak (1995) – Robby Keough
- In the Line of Fire (1993) – Secret Service Agent Lilly Raines
- Dødbringende våben 3 (1992) – Lorna Cole
- Freejack (1992) – Julie Redlund
- Major League (1989) – Lynn Wells

## Filmpriser
1996 Golden Apple Female Star of the Year
Die Abenteuer von Rocky und BullwinkleSaturn Award
N Razzie Award
The Thomas Crown AffairBlockbuster Entertainment Award
Dødbringende Våben 3Blockbuster Entertainment Award
Dødbringende Våben 4MTV Movie Award